# Біккулово (Шаранський район)
Бікку́лово (рос. Биккулово, башк. Бикҡол) — присілок у складі Шаранського району Башкортостану, Росія. Входить до складу Акбарісовської сільської ради.
Населення — 47 осіб (2010; 56 у 2002).
Національний склад:
- марійці — 98 %